# World Series of Poker 1987
Die World Series of Poker 1987 war die 18. Austragung der Poker-Weltmeisterschaft und fand vom 1. bis 17. Mai 1987 im Binion’s Horseshoe in Las Vegas statt.

## Turniere

### Turnierplan

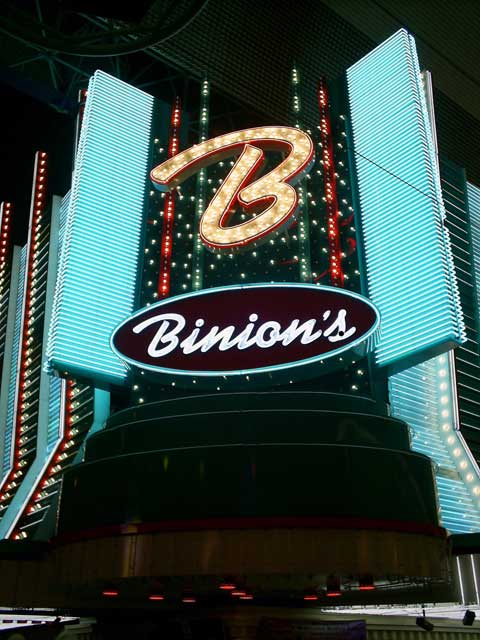
Das Binion’s Horseshoe in Las Vegas

Im Falle eines mehrfachen Braceletgewinners gibt die Zahl hinter dem Spielernamen an, das wievielte Bracelet in diesem Turnier gewonnen wurde.
| #  | Buy-in (in $) | Turnier                                          | Turnierbeginn | Teilnehmer | Sieger             | Herkunft           | Preisgeld (in $) |
| -- | ------------- | ------------------------------------------------ | ------------- | ---------- | ------------------ | ------------------ | ---------------- |
| 1  | 01.000        | Limit A-5 Draw Lowball                           | 1. Mai 1987   | 216        | Bob Addison        | Vereinigte Staaten | 086.400          |
| 2  | 05.000        | No-Limit 2-7 Draw Lowball (Rebuy)                | 2. Mai 1987   | 037        | Billy Baxter (5)   | Vereinigte Staaten | 153.000          |
| 3  | 01.000        | Limit Omaha                                      | 3. Mai 1987   | 180        | T. J. Cloutier     | Vereinigte Staaten | 072.000          |
| 4  | 05.000        | Limit Seven Card Stud                            | 4. Mai 1987   | 071        | Artie Cobb (2)     | Vereinigte Staaten | 142.000          |
| 5  | 01.000        | Limit Seven Card Stud                            | 5. Mai 1987   | 259        | Jim Craig          | Vereinigte Staaten | 103.600          |
| 6  | 02.500        | Pot-Limit Omaha (Rebuy)                          | 6. Mai 1987   | 091        | Hal Kant           | Vereinigte Staaten | 174.000          |
| 7  | 01.500        | Limit Hold’em                                    | 7. Mai 1987   | 342        | Ralph Morton (2)   | Vereinigte Staaten | 189.000          |
| 8  | 01.000        | Limit Seven Card Stud Hi-Lo                      | 8. Mai 1987   | 233        | Joe Petro          | Vereinigte Staaten | 093.200          |
| 9  | 01.000        | Limit Razz                                       | 9. Mai 1987   | 163        | Carl Rouss         | Vereinigte Staaten | 065.200          |
| 10 | 00.500        | Ladies Limit Seven Card Stud                     | 10. Mai 1987  | 084        | Linda Ryke-Drucker | Vereinigte Staaten | 016.800          |
| 11 | 01.500        | No-Limit Hold’em                                 | 11. Mai 1987  | 313        | Hilbert Shirey     | Vereinigte Staaten | 171.600          |
| 12 | 10.000        | No Limit Hold’em Main Event – World Championship | 12. Mai 1987  | 152        | Johnny Chan (2)    | Vereinigte Staaten | 625.000          |

### Main Event

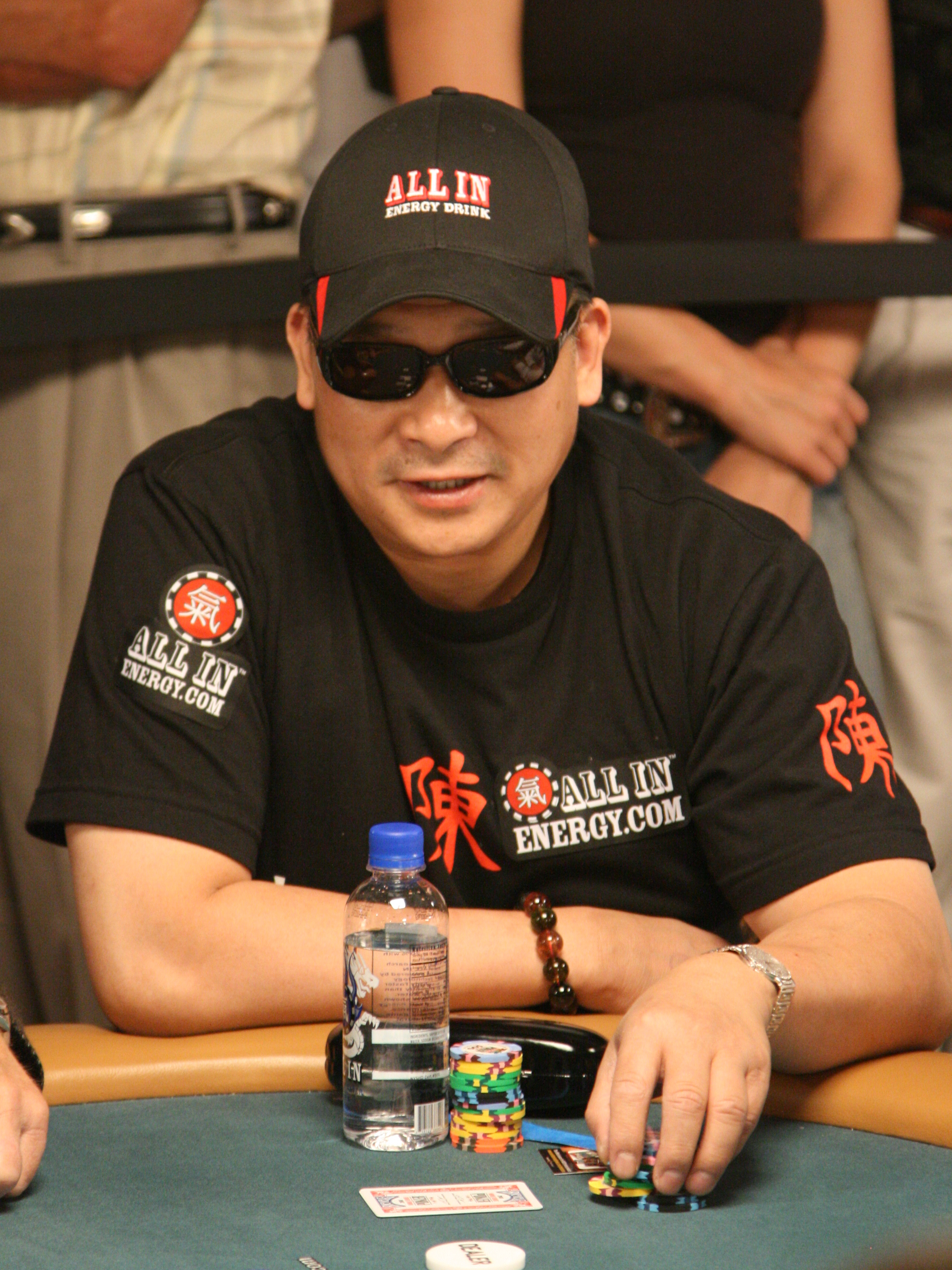
Johnny Chan (2008)

Der Finaltisch wurde am 17. Mai 1987 ausgespielt. In der finalen Hand gewann Chan mit A♠ 9♣ gegen Henderson mit 4♦ 4♣.
| Platz | Herkunft           | Spieler         | Preisgeld (in $) |
| ----- | ------------------ | --------------- | ---------------- |
| 1     | Vereinigte Staaten | Johnny Chan     | 625.000          |
| 2     | Vereinigte Staaten | Frank Henderson | 250.000          |
| 3     | Vereinigte Staaten | Bob Ciaffone    | 125.000          |
| 4     | Vereinigte Staaten | James Spain     | 068.750          |
| 5     | Vereinigte Staaten | Howard Lederer  | 056.250          |
| 6     | Vereinigte Staaten | Dan Harrington  | 043.750          |